# Autofahrer-Rundfunk-Informationssystem
ARI (Autofahrer-Rundfunk-Informationssystem) byl německý systém zavedený v roce 1972, který rozsvícením kontrolky na autorádiu informoval řidiče o skutečnosti, že stanice obsahuje vysílání o situaci v dopravě. Systém pracoval na principu přidružení dodatečné nosné frekvence k běžnému vysílání. Změnou charakteristiky této nosné byla autorádia informována, že dopravní vysílání probíhá právě teď. Díky tomu mohla reagovat např. zesílením hlasitosti nebo pozastavením přehrávání kazety a přepnutí na živé vysílání rozhlasu.
Tento systém byl dříve hojně využíván v sousedním Německu, v Česku byl využíván jen pár let, než jej nahradil modernější Radio Data System (RDS).